# 마울타셰

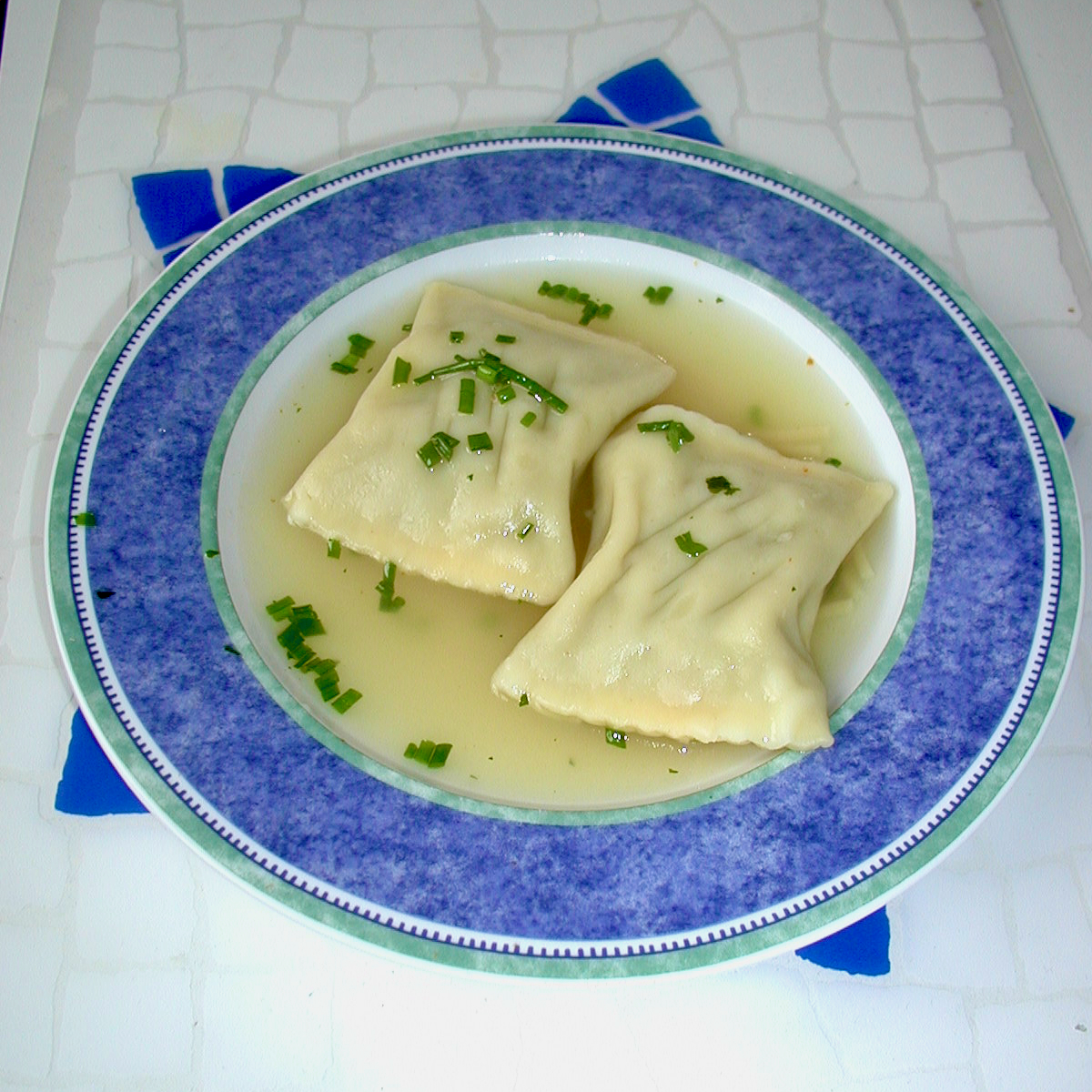
맑은 채소수프에 넣은 마울타셰

마울타셰(Maultasche (도움말·정보))는 독일 슈바벤 지방 고유의 특산품으로 소를 넣은 파스타의 일종이며 속을 으깬 고기나 훈제, 시금치, 빵, 양파를 넣고 만든다. 여러 허브와 향신료를 넣어 맛을 내기 때문에 향도 난다. 이탈리아식 라비올리와 비슷하지만 마울타셰는 보통 더 크기가 크며 길이는 8-12cm 정도 된다.
마울타셰는 양파와 으깬 달걀 등을 함께 섞어 만드는 geröstet 등과 함께 먹는 것이 전통 방식이다. 혹은 야채를 푹 끓여 수프로 먹는 in der Brühe나 버터와 양파를 같이 요리하여 먹는 geschmälzt는 감자 샐러드와 함께 먹는다.
성 목요일과 성 금요일에는 슈바벤에서 널리 먹으며 파스타 속에 고기가 들어 있어 신에게 보이지 않는다는 믿음 때문이었다. 그래서 그 별칭은 신에 대한 작은 속임수("Little Cheaters on God")이다. (슈바벤 방언: "Herrgottsbescheißerle").

## 어원과 유래
여러 설이 있지만 정확히 파악된 근거는 없다.
- 마울브렌 수도원(Maulbronn Monastery)에서 수도승들이 사순절에 고기를 먹었던 것을 숨기려 고안했다는 것이다. 수도승들은 마울타셰 속에 고기를 숨겨서 먹으면서 신이 이런 방법을 알지 못할 것으로 생각했다. 이 설은 슈바벤에서 부르는 별칭을 설명할 수 있기는 하다.

- 두 번째 설은 마울타셰가 단어 "Maultatzen"나 "Maultatschen"를 의미하여 얼굴을 때리는 것을 의미한다는 것이다.

- 1794년의 요리책은 여러 조리법을 갖고 있지만 단 후식의 종류로만 소개하고 있다.[1]

- "Maultaschen"가 합성어라는 설이다. "Maul"는 동물의 입을 의미하며 "tasche"는 가방을 의미한다. 따라서 가축을 위한 망태라는 형태라는 뜻이 된다.

## 문화적 특성
2009년 10월 23일 유럽공동체 공보는 슈바벨 지역의 마울타셰가 "지역 특산물"로 승인됐음을 밝히면서 바덴뷔르템베르크주의 고유 음식으로 승인했다. 이는 전통 방식의 마울타셰가 반드시 슈바벨 지역에서 생산되어야 하거나 바이에른주에서 슈바벨 방언을 말하는 지역에서 생산되어야 함을 의미한다.

## 같이 보기
- 독일 요리
- 소를 넣은 음식 목록